# Baixa de São Pedro (Lajes das Flores)
A Baixa de São Pedro (Lajes das Flores) é um afloramento rochoso marítimo localizado no Oceano Atlântico junto à costa da ilha das Flores, no concelho das Lajes das Flores arquipélago dos Açores.
Encontra-se nas coordenadas geográficas de Latitude 39º27.909'N (39.465ºN) e Longitude 31º07.616'W (31.127ºW)

## Formação Geológica e descrição
Apresenta-se com uma formação geológica em que o fundo é dominantemente constituído por camadas sobrepostas de escoadas lávicas de natureza basáltica, cobertas por blocos também, de origem basáltica de grandes dimensões por entre depósitos arenosos. Nos locais mais próximos da costa da ilha as escoadas de lava encontram-se grandemente fracturadas dando origem a paredes verticais e sub-verticais, apresentando uma profundidade variável que ronda no entanto os 42 metros.
O aceso à Baixa de São Pedro apesar de poder ser feito por terra torna-se mais fácil e menos perigoso se for feito por meio de embarcação.
É uma zona utilizada para a realização de mergulho de escafandro predominantemente diurno.

## Fauna e flora característica
A Flora dominante deste baixa é a Zonaria flava e a Asparagopsis armata, no entanto é possível encontrar-se toda uma enorme variedade de fauna e flora marinha em que convivem mais de 87 espécies diferentes,, sendo de 9.3 o Índice de Margalef.
Este local foi proposto nos trabalhos de Martins & Santos (1991) e Santos (1992), medidas de protecção da biodiversidade a este ilhéu.

## Faunaefloraobservável
- Água-viva (Pelagia noctiluca),
- Alga vermelha (Asparagopsis armata),
- Alga castanha (Dictyota dichotoma),
- Alga Roxa - (Bonnemaisonia hamifera).
- Anêmona-do-mar (Alicia mirabilis),
- Alface do mar (Ulva rígida)
- Ascídia-flor (Distaplia corolla),
- Barracuda (Sphyraena),
- Boga (Boops boops),
- Bodião (labrídeos),
- Caravela-portuguesa (Physalia physalis),
- Chicharro (Trachurus picturatus).
- Peixe-rei (Coris julis)
- Carangeuijo-eremita (Calcinus tubularis),
- Craca - (Megabalanus azoricus).
- Estrela-do-mar (Ophidiaster ophidianus),
- Garoupa (serranídeos),
- Lapa - (Docoglossa),
- Lírio (Campogramma glaycos),
- Mero (Epinephelus itajara),
- Musgo (Pterocladiella capillacea),
- Ouriço-do-mar-negro (Arbacia lixula),
- Ouriço-do-mar-roxo - (Strongylocentrotus purpuratus),
- Peixe-cão (Bodianus scrofa),
- Peixe-porco (Balistes carolinensis),
- Peixe-balão (Sphoeroides marmoratus),
- Peixei-rei (Coris julis),
- Polvo (Octopus vulgaris),
- Pomatomus saltator
- Ratão (Taeniura grabata),
- Salmonete (Mullus surmuletus),
- Solha (Bothus podas maderensis),
- Sargo (Dictyota dichotoma),
- Toninha-brava - (Tursiops truncatus),
- Tartaruga-careta - (Caretta caretta),
- Zonaria flava,